# جولیان سیکو
جولیان سیکو (به فرانسوی: Julien Sicot) (زادهٔ ۲۰ مارس ۱۹۷۸) شناگر اهل فرانسه بود.